# San Antonio River
Pour les articles homonymes, voir San Antonio (homonymie).
La San Antonio River est un important cours d'eau qui provient du centre du Texas, près de la ville de San Antonio, et suit un chemin plus ou moins sud-est à travers l'État pour se jeter dans le fleuve Guadalupe, à proximité du golfe du Mexique.
La San Antonio River est l'hôte de la San Antonio River Walk, l'une des principales attractions touristiques de San Antonio.